# Лякидэ, Ананий Гаврилович
Ана́ний Гаври́лович Лякидэ́ (настоящая фамилия Лакида, около 1840—1895) — русский педагог, писатель, популяризатор науки, переводчик с французского. Преподавал в гимназии. Предложил проект упрощённого французского языка франсэзин.

## Биография
В 1862—1868 годах публиковал сатирические стихи в журнале «Искра». В середине 1860-х учился на факультете восточных языков Санкт-Петербургского университета Поэтому возраст смерти, указанный в некрологе (40 лет), явно ошибочен.
Среди его сочинений — продолжение «Евгения Онегина» — «Судьба лучшего человека» (1889), фантастический роман о путешествии по планетам Солнечной системы «В океане звёзд». Переводил Луи Жаколио.

## Сочинения

### Книги
- Опыт учебного руководства по всеобщей географии с иллюстрированным текстом. Составители Н. Зуев и А. Лакида. Выпуск первый: Австралия и Океания. С.-Петербург, 1871
- Н. Зуев, А. Лакида. Опыт учебного руководства по географии Рос. Империи (Иматра, Эмма, Фин, Свеаборг). Спб. 1874
- Третий червонец, 1879
- В добрый час! Сборник детских рассказов. СПб., изд. Павленкова, 1888
- Судьба лучшего человека. Продолжение романа «Евгений Онегин». Рассказ в стихах, приписываемый А. С. Пушкину. Сообщил А. Лякидэ. СПб., [1889]. X, 34 с.
- В океане звезд. Астрономическая одиссея. СПб: Типография М. М. Стасюлевича, 1892. 272 с.
- Новый всеобщий язык Франсэзин. СПб., 1893

### Публикации
- Херес, а не мадера (Из истории крепостных спектаклей). Рассказ // Наблюдатель, май 1882
- О Луне // Север, 1888, № 37, с. 14-15.
- Торжество безумия. Психологический рассказ // Север, 1890, № 2. С. 35.
- Два контраста: Рассказ // Всемирный путешественник, 1895, № 6, 7.
- Вахлак; Ночь на хуторе; Три картины (стихи) // Поэты «Искры». Том 2. Л., 1955